# Classification spectrale des astéroïdes
Pour les articles homonymes, voir Classification spectrale.

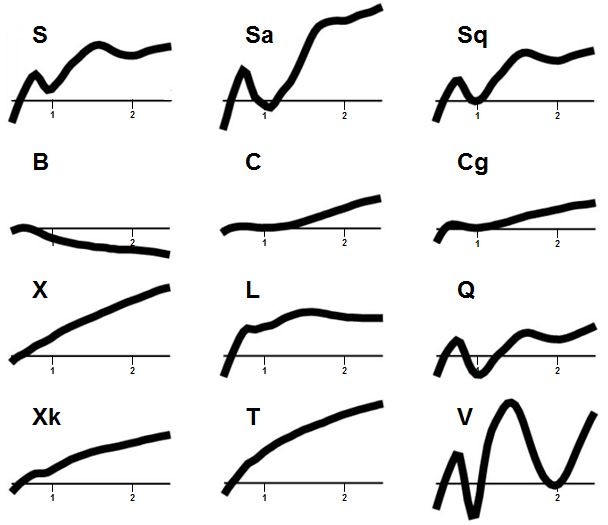
Profils types des spectres de 12 des 24 classes de la classification de Bus-DeMeo (2009). Les spectres sont décrits sur la plage 0,45 à 2,45 μm.

Dans le cadre de l'étude des astéroïdes, une classification spectrale ou taxonomie spectrale est un ensemble de critères associés à l'étude des spectres de réflexion (éventuellement combinés avec d'autres propriétés optiques tels que l'albédo) et permettant de classer les astéroïdes en différentes classes spectrales ou types spectraux. Ces types dépendent notamment de la composition chimique et minéralogique de la matière en surface. Les classifications spectrales sont de ce fait parfois décrites comme des classifications de composition mais il s'agit d'un raccourci abusif.
Trois classifications sont plus couramment utilisées, dites de Tholen, de Bus (ou SMASS-II) et de Bus-DeMeo. La classification de Bus-DeMeo est le plus souvent considérée comme la référence actuelle. Celle de Bus en constitue une pré-configuration ayant perdu de son intérêt sur le plan théorique mais restant utile du fait du plus grand nombre d'astéroïdes classés. Celle de Tholen, plus ancienne, possède de son côté des spécificités toujours utilisées, notamment sa distinction des types E, M et P. Ces trois classifications ont en commun de distinguer trois grands « complexes » S, C et X regroupant la majorité des types. Parmi ceux n'appartenant à aucun de ces complexes, on peut notamment citer les types T, D, A, Q, R et V, également communs aux trois classifications.

## Description générale des principales classifications
Plusieurs classifications ont été étudiées depuis les années 1970. Parmi d'autres proposées depuis les années 1980 (on peut notamment citer celles de Barucci (1987), Howell (1994) ou plus récemment Mahlke (2022)), trois se sont plus particulièrement imposées comme des classifications de référence, à savoir celles de Tholen (1984), de Bus (1999) et de Bus-DeMeo (2009). Leurs auteurs ont à chaque fois cherché à s'inscrire dans le prolongement de la précédente, ce qui explique leurs visibles filiations.

### Principes méthodologiques

Type de spectre brut obtenu par spectroscopie (étude minéralogique).

Dans les grandes lignes, les démarches ayant permis de définir ces trois classifications sont très proches. On peut schématiquement les résumer ainsi :
- constitution d'un échantillon de spectres bien définis sur une certaine bande spectrale ;
- traitement (ex lissage), normalisation (ex recalage permettant de neutraliser les différences de luminosité) et discrétisation des courbes spectrales ; in fine, chaque spectre est transformé en un vecteur de n valeurs, coordonnées d'un point dans un espace à n dimensions ;
- analyse de cet ensemble de points par la méthode statistique d'Analyse en composantes principales (ACP) et identification de groupes se détachant les uns des autres ; cette approche purement statistique est parfois articulée avec une approche plus analytique reposant sur l'étude de traits particuliers repérés dans plusieurs spectres ;
- proposition d'un processus (ex logigramme) et de critères associés permettant de classer d'autres astéroïdes (n'appartenant pas à l'échantillon initial) dans chacune des classes retenues, de la manière la plus automatisable possible ; en pratique, des critères plus subjectifs restent souvent mobilisés.

Outre les classes in fine retenues, les principales différences entre les trois classifications courantes concernent les bandes spectrales considérées (un peu élargie sur le proche ultraviolet et le proche infrarouge pour Tholen, réduite à la zone visible pour Bus, nettement élargie côté infrarouge pour Bus-DeMeo), et le recours dans le cas de Tholen à des critères complémentaires basés sur l'albédo.

### Notions de complexes S, C, X et deend members

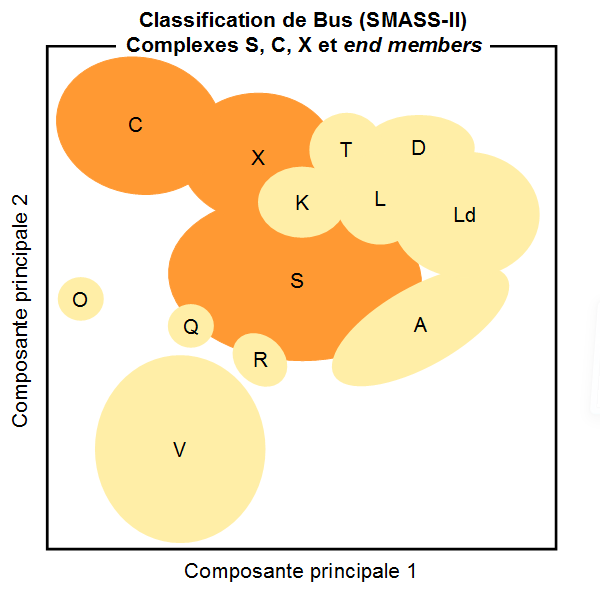
Complexes S, C et X et autres types dans l'espace des composantes 1 et 2 de la classification de Bus.

L'usage actuel le plus courant est de distinguer trois complexes S, C et X et de regrouper sous le terme de end members (~ membres extrémaux) toutes les petites classes situées en bordure de ces complexes (dans l'espace des données spectrales). Cette terminologie a été introduite en 1999 par Schelte J. Bus mais lui-même distinguait end members et outliers (~ en marge), ce qui conduit à une présentation un peu différente. La notion de complexe n'est pas présente dans la classification de Tholen mais les rapprochements clairs entre types E, M, P d'une part (groupe X de Tholen) et B, C, F, G d'autre part (groupe C introduit par la suite) sont pleinement cohérents avec elle.
La distinction la plus nette sépare le complexe S (spectres présentant un relief marqué, avec un gradient positif plus ou moins fort avant 0,7 μm et des pics d'absorption plus ou moins profonds vers 1 et 2 μm interprétés comme étant dus à la présence d'olivine et de pyroxène) et les complexes C et X (spectres sans grand relief, distingués entre autres par le niveau global et les ruptures de pente du gradient spectral),.

### Tableau de synthèse
Le tableau ci-dessous met en parallèle les trois classifications couramment utilisées. D'autres manières de présenter les regroupements peuvent être rencontrées (voir par exemple le tableau détaillé proposé par Bus en 1999) mais celle-ci est courante depuis l'émergence de la classification de Bus-DeMeo dans les années 2010.
Des lettres identiques dans les différentes classifications décrivent en substance les mêmes classes. Toutefois, les principes de classification différant dans leurs détails (subdivision des complexes, bandes spectrales considérées, ordre des étapes et critères de séparation dans le processus de classification...), les classements de nombreux astéroïdes peuvent différer d'un système à l'autre, ce qui est parfois source de confusion et invite à toujours bien préciser le système utilisé.
|                           | Tholen           | Bus                  | Bus-DeMeo                    |
| ------------------------- | ---------------- | -------------------- | ---------------------------- |
| Publication               | 1984             | 1999                 | 2009                         |
| Paramètres                | spectre + albédo | spectre seul         | spectre seul                 |
| Bande spectrale           | 0,34-1,04 μm     | 0,44-0,92 μm         | 0,45-2,45 μm                 |
| Nb de classes             | 14 (+1)          | 26                   | 24 / 25                      |
| Complexe S                | S                | S Sa Sq Sr Sk Sl     | S Sa Sq Sr Sv                |
| Complexe C                | B F C G          | B Cb C Cg Cgh Ch     | B Cb C Cg Cgh Ch             |
| Complexe X                | E M P (+ X)      | X Xc Xk Xe           | X Xc Xk Xe Xn ajouté en 2019 |
| End members               | T D A Q R V      | T D K L Ld A Q O R V | T D K L A Q O R V            |
| Notations complémentaires | XY U : I         |                      | w                            |

## Détail des principales classifications

### Classification de Tholen
La classification de Tholen (1984, 1989) est née des travaux de David J. Tholen à partir des données de l'enquête Eight Color Asteroid Survey (ECAS). Elle compte 14 classes ou types. Elle repose sur des spectres décrits sur la bande spectrale 0,34-1,04 μm et, pour la distinction de certaines classes, sur l'albédo. Sa force par rapport aux classifications précédentes est d'exploiter des mesures spectrophotométriques de grande qualité, et ce pour un échantillon plus large permettant l'usage d'outils statistiques.
David J. Tholen retrouve neuf classes précédemment étudiées, notamment les classes S, C et M devenues classiques dès la fin des années 1970, ainsi que les classes E et P (proches de la classe M), F (distinguée au sein de la classe C), A, D et R. Cinq nouvelles classes émergent des données : B, G, Q (dont les noms marquent des proximités avec les classes C, F et R), T et V (créée pour gérer le cas particulier de (4) Vesta).
Les trois classes E, M et P présentent des caractéristiques spectrales très proches et ne sont in fine distinguées que par l'albédo. Cela a conduit David J. Tholen à regrouper ces trois classes dans un « groupe X » qui comprend également les objets ayant ce même profil de spectre mais pour lesquels l'albédo n'est pas connu. La notion de « groupe C » est apparue ultérieurement mais était déjà implicite chez Tholen dans le sens où les classes B, F et G ont progressivement été définies comme des « sous-classes » de la classe C originale.

### Classification de Bus
La classification de Bus (ou SMASS-II) (1999, 2002) est née des travaux de Schelte J. Bus à partir des données de l'enquête Small Main-Belt Asteroid Spectroscopic Survey (SMASS phase II). Elle compte 26 classes ou types. Elle repose sur des spectres décrits sur la bande spectrale 0,44-0,92 μm et n'utilise plus de critères liés à l'albédo (volonté d'une classification purement spectrale). Sa force par rapport à la classification de Tholen est d'exploiter un échantillon beaucoup plus large de spectres beaucoup plus précis. Sa limite est par contre une perte d'information dans l'ultraviolet (zone 0,34-044 μm).
Schelte J. Bus introduit la notion de « complexe » et la distinction devenue classique des trois complexes S, C et X. Le complexe S correspond à une nouvelle proposition (après celles par exemple de M. Gaffey en 1993 ou E. Howell en 1994) de subdivision de la vaste classe S. Les nouveaux types Sa, Sq, Sr, Sk et Sl y apparaissent comme des transitions entre le type S situé au cœur du complexe et les types A, Q, R, K et L situés en périphérie. Les complexes C et X sont délibérément définis en cohérence avec les groupes C et X de la classification de Tholen mais des subdivisions très différentes en sont proposées. Dans le complexe C, la perte d'information dans l'ultraviolet ne permet pas de retrouver les types F (fusionné avec B) et G de Tholen. Les nouvelles subdivisions Cb (caractéristiques mixtes B/C), Cg, Cgh et Ch apparaissent (g indique une absorption avant 0,55 μm et une certaine parenté avec l'ancien type G ; h indique une absorption vers 0,7 μm). Dans le complexe X, le choix de ne pas prendre en compte l'albédo ne permet plus de distinguer les types E, M et P de Tholen. Les subdivisions X, Xc (transition X-C), Xk (transition X-K) et Xe (correspondance partielle avec le type E de Tholen) sont par contre introduites, basées sur de subtiles propriétés spectrales.
Schelte J. Bus introduit également les notions de end members (types situés en périphérie au sein d'un complexe) et de outliers (types situés en dehors des trois complexes) qui fusionneront par la suite (notamment dans la classification de Bus-DeMeo) à travers la seule notion de end members (types situés en périphérie des trois complexes). Il retrouve notamment les types T, D, A, Q, R et V déjà étudiés par Tholen. Il retrouve également les types K (introduit en 1988 dans le cadre de l'étude de la famille d'Éos) et O (introduit en 1993 pour gérer le cas particulier de (3628) Božněmcová. Il introduit enfin un nouveau type L (lettre choisie pour marquer la proximité avec le type K) ainsi que le type de transition Ld.

### Classification de Bus-DeMeo
La classification de Bus-DeMeo (ou BDM) (2009) est née des travaux de Francesca E. DeMeo à partir des données de l'Infrared Telescope Facility (IRTF). Elle compte 24 classes ou types. Une 25e classe Xn a été ajoutée en 2019. Elle repose sur des spectres décrits sur la bande spectrale 0,45-2,45 μm, largement élargie du côté infrarouge par rapport à celles de Tholen ou de Bus, ce qui permet de clairement distinguer des pics d'absorption remarquables vers 1 et 2 μm.
Pour l'essentiel, la classification reste très proche de celle de Bus. Elle en reprend le découpage en trois complexes S, C et X et retrouve 23 de ses 26 types qui se trouvent ainsi confortés. La bande spectrale élargie permet d'en préciser et fiabiliser les descriptions. Les trois types Ld, Sk et Sl ne sont pas reconduits. Pour l'essentiel, le type Ld est redistribué parmi les types L et D, le type Sk parmi les types S et Sq, et le type Sl est dissout parmi le type S. À l'inverse, un nouveau type Sv est distingué au sein du complexe S.

## Répartition des astéroïdes par types spectraux
Au regard de la très faible proportion des astéroïdes dont le type spectral est connu (moins de 1 %), il est abusif de prétendre connaitre la part de chaque type au sein de la ceinture principale ou pour d'autres groupes (géocroiseurs, troyens de Jupiter). Les études (basées sur des échantillons de quelques centaines ou quelques milliers d'astéroïdes) permettent toutefois de repérer des tendances au moins applicables aux plus gros astéroïdes. Le complexe S y est prépondérant (environ 35 à 55 %), suivi des complexes C (environ 15 à 35 %) et X (environ 10 à 20 %). À l'opposé, certains types sont très peu représentés. Les types R, Q et O, notamment, ont historiquement été définis à partir d'un seul astéroïde (respectivement (349) Dembowska, (1862) Apollon et (3628) Božněmcová), et ne concernent toujours qu'une poignée d'astéroïdes.
| Classification | Source               |    | Complexes | Complexes | Complexes | Autres types (end members) | Autres types (end members) | Autres types (end members) | Autres types (end members) | Autres types (end members) | Autres types (end members) | Autres types (end members) | Autres types (end members) | Autres types (end members) | Autres types (end members) | nc | Total |
| Classification | Source               | S  | C         | X         | T         | D                          | K                          | L                          | Ld                         | A                          | Q                          | O                          | R                          | V                          |                            | nc | Total |
| -------------- | -------------------- | -- | --------- | --------- | --------- | -------------------------- | -------------------------- | -------------------------- | -------------------------- | -------------------------- | -------------------------- | -------------------------- | -------------------------- | -------------------------- | -------------------------- | -- | ----- |
| Tholen         | JPL SMBD (oct. 2023) | Nb | 366       | 320       | 202       | 13                         | 59                         | /                          | /                          | /                          | 7                          | 4                          | /                          | 1                          | 4                          | 4  | 980   |
| Tholen         | JPL SMBD (oct. 2023) | %  | 37        | 33        | 21        | 1                          | 6                          | /                          | /                          | /                          | 1                          | -                          | /                          | -                          | -                          | -  | 100   |
| Bus (SMASS-II) | Bus 1999             | Nb | 476       | 360       | 220       | 14                         | 9                          | 28                         | 31                         | 12                         | 15                         | 1                          | 1                          | 2                          | 21                         | /  | 1190  |
| Bus (SMASS-II) | Bus 1999             | %  | 40        | 30        | 19        | 1                          | 1                          | 2                          | 3                          | 1                          | 1                          | -                          | -                          | -                          | 2                          | /  | 100   |
| Bus (SMASS-II) | JPL SMBD (oct. 2023) | Nb | 728       | 421       | 289       | 19                         | 13                         | 38                         | 41                         | 15                         | 17                         | 20                         | 7                          | 5                          | 49                         | 4  | 1666  |
| Bus (SMASS-II) | JPL SMBD (oct. 2023) | %  | 44        | 25        | 17        | 1                          | 1                          | 2                          | 2                          | 1                          | 1                          | 1                          | -                          | -                          | 3                          | -  | 100   |
| Bus-DeMeo      | DeMeo 2009           | Nb | 199       | 48        | 33        | 4                          | 16                         | 16                         | 22                         | /                          | 6                          | 8                          | 1                          | 1                          | 17                         | /  | 371   |
| Bus-DeMeo      | DeMeo 2009           | %  | 54        | 13        | 9         | 1                          | 4                          | 4                          | 6                          | /                          | 2                          | 2                          | -                          | -                          | 5                          | /  | 100   |

## Liens entre type spectral et composition
Le principe de base est celui de la spectrométrie d'absorption : la matière en surface absorbe une partie de la lumière et ce de manière différente suivant les minéraux et composés chimiques qu'elle contient. Seules des informations sur la matière en surface sont donc accessibles. Dans le cas de corps différenciés, la composition principale peut être très différente.

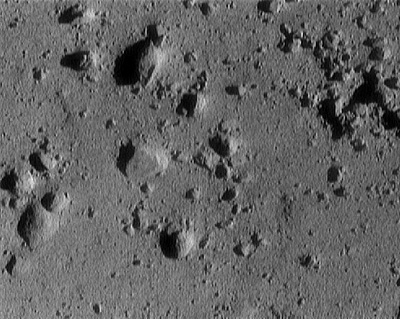
Régolithe sur (433) Éros (sonde NEAR Shoemaker).

La composition est bien le facteur dominant pour expliquer la forme des spectres mais d'autres phénomènes ont une influence notable :
- l'angle de phase durant l'observation : son augmentation tend à décaler le spectre vers le rouge ;
- le phénomène dit d'érosion spatiale (space weathering) qui tend lui aussi à décaler le spectre vers le rouge et à l'assombrir ;
- la taille des éventuelles particules de régolithe en surface ;
- la température du corps qui influence le spectre d'absorption de certains minéraux (par exemple olivines ou pyroxènes[11]) ; cette température dépend elle-même de l'albédo et de la vitesse de rotation du corps sur lui-même.

Ces phénomènes expliquent pourquoi il est difficile d'associer de manière claire une composition à chacun des types spectraux, ou de faire des rapprochements trop directs avec les classes de météorites récoltées sur Terre. Seuls deux résultats semblent bien établis : le type S peut pour partie être associé aux chondrites ordinaires et le type V à la famille de Vesta (née d'un impact sur (4) Vesta) et aux météorites HED. Dans la plupart des cas, le type spectral doit simplement être vu comme un « indice de composition », à combiner avec d'autres indices également liés aux propriétés de réflexion (albédo, polarisation, courbe de phase...) ou avec l'éventuelle connaissance de la densité.

## Le cas des objets transneptuniens

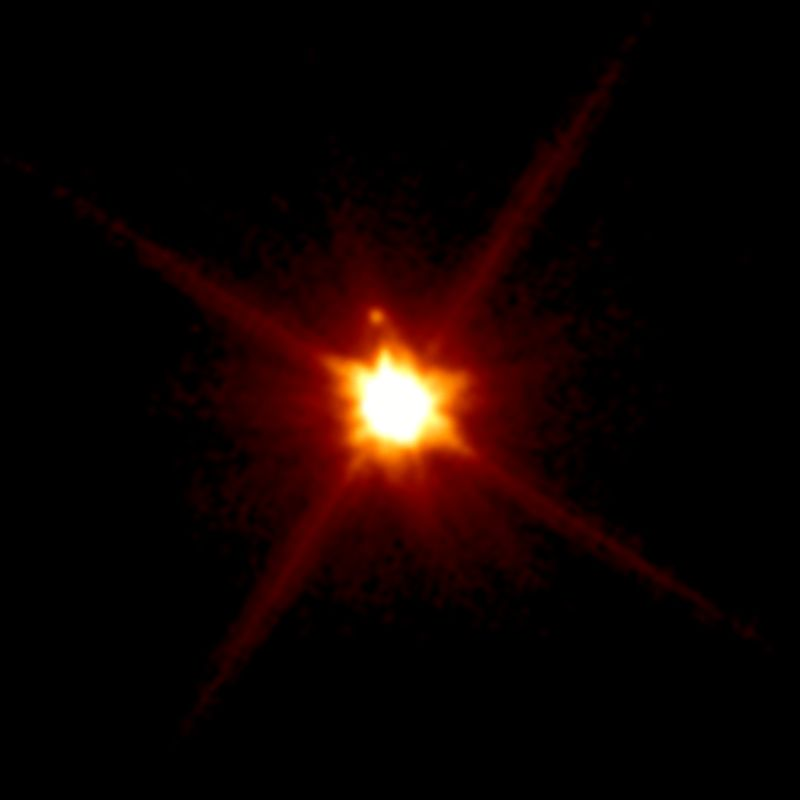
(136472) Makémaké (ceinture de Kuiper) (télescope spatial Hubble).

Compte tenu de leur éloignement, il reste aujourd'hui difficile de mesurer les spectres détaillés des objets transneptuniens. Les mesures concernent le plus souvent uniquement des indices de couleur et ce seulement pour quelques centaines d'objets. La situation est comparable à celle des années 1960 et 1970 pour la ceinture principale.
L'une des premières classifications spectrales est proposée par Maria A. Barucci en 2005. L'analyse de référence initiale repose sur un échantillon de 51 centaures et objets transneptuniens dont les spectres sont décrits par les indices de couleur B-V, V-R, V-I et V-J (dans le cadre du système système photométrique UBVRI couramment utilisé pour l'étude des astéroïdes et élargi à la bande J). La classification obtenue comprend 4 « groupes » dénotés BB (objets dits bleus ou neutres), RR (objets dits rouges), BR et IR (intermédiaires).

## Usage des classifications spectrales
Outre l'élaboration d'hypothèses sur la composition des astéroïdes, l'analyse des types spectraux au sein de l'ensemble des astéroïdes est notamment utilisée dans trois grands champs de recherche :
- l'étude des familles d'astéroïdes : supposées nées d'une collision, leurs membres doivent présenter des propriétés physiques comparables ; l'étude des types spectraux permet ainsi de conforter, préciser ou infirmer les hypothèses de familles proposées à partir des éléments orbitaux ;
- l'étude de l'origine des différents types de météorites : bien que difficiles à établir, il est naturel de supposer et rechercher des liens entre types d'astéroïdes et types de météorites ;
- l'élaboration de scénarios concernant l'histoire du Système solaire : un tel scénario doit être en mesure d'expliquer la répartition des différents types spectraux au sein du Système solaire.

## Historique

### Période pionnière
Des différences de couleurs parmi les astéroïdes sont observées dès les années 1920, par exemple par l'astronome américain d'origine russe Nicholas Bobrovnikoff. Il faut toutefois attendre le développement de la photométrie UBV, à partir de la fin des années 1950, pour voir émerger des études plus systématiques, notamment celle de John Wood et Gerard Kuiper (1963).
Au début des années 1970, les travaux pionniers de Clark R. Chapman (en), Thomas B. McCord, David Morrison ou Benjamin H. Zellner aboutissent en 1975 à une première classification de référence dite de Chapman (ou CMZ ou CSU). Celle-ci distingue deux classes C (carbonaceous, rapprochée des météorites carbonées) et S (stony-metallic, rapprochée des météorites ferro-pierreuses), ainsi qu'une classe additionnelle U (unclassified) pour les objets sortant du cadre proposé,.
Par la suite, d'autres travaux de Benjamin H. Zellner, Jonathan C. Gradie ou Edward L. G. Bowell introduisent les classes M (metal-rich), E (pour enstatite, minéral commun dans certaines météorites) et R (reddest). Une nouvelle classification dite de Bowell en 1978 puis les articles de synthèse publiés en 1979 dans l'ouvrage de référence Asteroids se réfèrent aux six classes C, S, M, E, R, U. Au début des années 1980, de nouvelles données et une plus grande attention portée sur l'albédo conduisent à proposer les nouvelles classes F (flat spectrum, distinguée parmi C), P (pseudo-M, distinguée parmi M), A (distinguée parmi S), D (dark), ou d'autres encore mais par la suite abandonnées.
Les classifications de cette période pionnière reposent sur des échantillons allant de quelques dizaines à quelques centaines d'astéroïdes (110 pour l'article de Chapman et al. en 1975). Elles croisent souvent plusieurs types de données : différentes caractérisations spectrales telles que gradient spectral (slope) ou niveaux d'absorption (depth) à certaines longueurs d'onde (par exemple 0,95 μm caractéristique du fer), mais aussi indices de couleur UBV, albédo ou encore polarisation. C'est à cette époque que se diffuse une distinction simplifiée entre trois classes principales C, S et M. Le cas des grands astéroïdes (1) Cérès (classé C mais atypique), (2) Pallas et (4) Vesta (non classés) reste problématique.

### Classification de Tholen et variantes

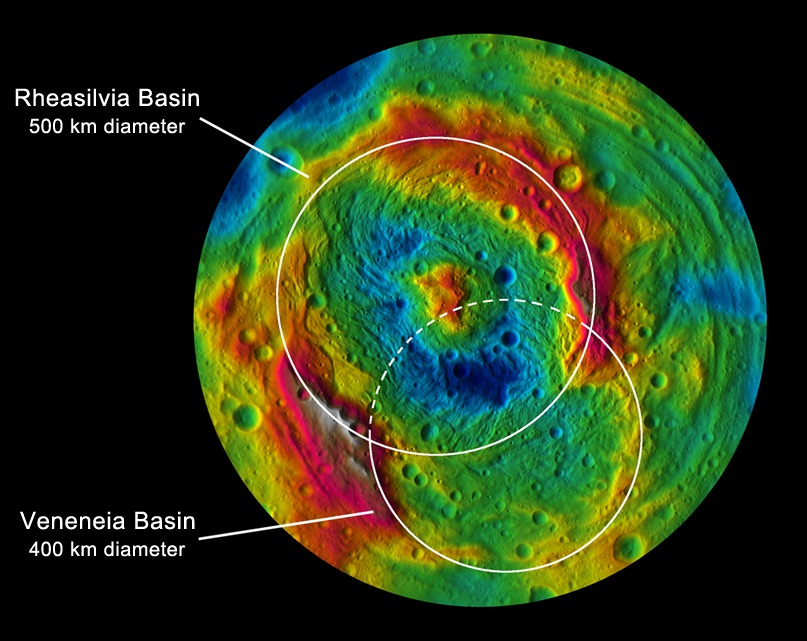
Cratère Rheasilvia sur (4) Vesta dont les débris d'impact sont supposés à l'origine de la famille de Vesta et des astéroïdes de type V.

La classification dite de Tholen, proposée en 1984 par David J. Tholen dans le cadre de son travail de thèse, marque un jalon important. Elle exploite des données spectrophotométriques de qualité issues de la récente enquête Eight Color Asteroid Survey (ECAS), et se fonde plus systématiquement sur des méthodes statistiques de clustering (notamment l'Analyse en composantes principales, ACP ou PCA), ce qui deviendra un nouveau standard méthodologique. L'analyse de référence repose sur un échantillon de 405 astéroïdes dont les spectres sont décrits par 8 points sur la zone visible, proche ultraviolet et proche infrarouge 0,34-1,04 μm, ainsi que sur le recours à des valeurs d'albédo pour séparer certaines classes. La taxonomie obtenue comprend 14 classes (A à G, M, P à T et V) dont 5 nouvelles : B, G (toutes deux à nouveau distinguées parmi C), Q, T et V (pour Vesta). Les classes Q et V sont introduites pour gérer les cas spécifiques de (1862) Apollon et (4) Vesta et ne comptent alors qu'un représentant, de même que la classe R associée à (349) Dembowska. David J. Tholen introduit également le « groupe » X regroupant les classes E, M et P : celles-ci étant seulement distinguées par l'albédo, ce groupe X lui permet de classer les astéroïdes pour lesquels cette information est manquante ou mal connue.
Les progrès ultérieurs (développement de la spectrographie CCD, progrès de la spectroscopie infrarouge et des mesures d'albédo, diversification des méthodes d'analyse statistique et de clustering...) permettent d'enrichir les travaux de David J. Tholen mais aussi d'explorer d'autres directions. De nouvelles classes sont régulièrement proposées. Les classes K (introduite en 1988 pour gérer les spécificités des astéroïdes appartenant à la famille d'Éos) et O (introduite en 1993 pour gérer le cas spécifique de (3628) Božněmcová) ont été conservées dans les classifications ultérieures de Bus ou Bus-DeMeo, ce qui n'est pas le cas des classes J (distinguée parmi V), W (distinguée parmi M) ou Z (proposée pour gérer la spécificité des centaures très rouges). Des systèmes de classification alternatifs sont par ailleurs étudiés, notamment par Maria A. Barucci (1987, 18 classes), Edward F. Tedesco (1989, 11 classes) ou Ellen S. Howell (1994),,. Parallèlement, Michael J. Gaffey (en) (1993) étudie plus spécifiquement les subdivisions possible de l'imposante classe S. L'existence pour de nombreux astéroïdes de pics d'absorption bien marqués vers 1 et 2 μm, caractéristiques de certains silicates, est également mise en évidence à cette époque. Bien que suggérant des évolutions possibles, tous ces travaux conduisent indirectement à confirmer la robustesse de la démarche proposée par David J. Tholen.

### Classifications de Bus et de Bus-DeMeo
C'est une nouvelle campagne de mesures, la phase II du projet Small Main-Belt Asteroid Spectroscopic Survey (SMASS-II) conduite entre 1993 et 1997 par spectrographie CCD avec une résolution jusque là jamais atteinte, qui permet à Schelte J. Bus, dans le cadre de son travail de thèse sur les familles d'astéroïdes, de proposer en 1999 une nouvelle classification dite de Bus ou SMASS-II. L'analyse de référence repose sur un échantillon de 1 189 astéroïdes appartenant à la ceinture principale (puis 1 447 astéroïdes en 2002 en incluant les astéroïdes géocroiseurs, en collaboration avec Richard P. Binzel) dont les spectres sont décrits par 49 points sur la zone visible 0,44-0,92 μm. Contrairement à Tholen qui utilisait aussi l'albédo, Bus propose délibérément de créer une taxonomie purement spectrale. La taxonomie obtenue via une analyse en composantes principales comprend 26 classes dont la plupart sont des subdivisions de trois « complexes » S, C et X, notées via l'introduction d'une notation à deux lettres (par exemple Sq pour indiquer une classe du complexe S ayant des traits de la classe Q). Le complexe X et ses subdivisions remplacent le groupe X de Tholen et les classes E, M et P qui y étaient distinguées par l'albédo. Il apparait également deux nouvelles classes L et Ld.
Dans les années 2000, les progrès en astronomie infrarouge conduisent naturellement à s'intéresser à des spectres étendus dans l'infrarouge. L'enjeu est notamment d'inclure dans l'analyse des pics d'absorption associés à l'olivine et au pyroxène situés vers 1 et 2 μm. Francesca E. DeMeo adapte la méthodologie de Schelte J. Bus à des spectres du projet SMASS-II prolongés côté infrarouge grâce à des mesures du spectrographe SpeX de l'Infrared Telescope Facility (IRTF). Cela la conduit à proposer en 2009 une classification légèrement modifiée, dite de Bus-DeMeo (ou BDM). L'analyse de référence repose sur un échantillon de 371 astéroïdes dont les spectres sont décrits par 41 points sur la zone 0,45-2,45 μm. La taxonomie obtenue est ramenée à 24 classes : les classe Sk, Sl et Ld sont abandonnées et une nouvelle classe Sv est ajoutée. En 2019, des travaux coordonnés par Richard P. Binzel dédiés aux astéroïdes géocroiseurs conduisent à proposer une 25e classe Xn (n pour (44) Nysa).

### Développements récents
La classification de Bus-DeMeo est le plus souvent considérée comme la référence actuelle. La taxonomie de Tholen n'est cependant pas complètement abandonnée. Sa prise en compte de l'albédo (volontairement écartée par Bus) procure un pouvoir discriminant que certains astronomes jugent pertinent de conserver dans l'analyse. Son ouverture à la zone proche ultraviolet (jusqu'à 0,33 μm au lieu de 0,45) est également jugée intéressante. Ce type de réflexions a par exemple conduit l'astronome Max Mahlke, dans son travail de thèse, à proposer en 2022 une nouvelle taxonomie en 17 classes utilisant l'albédo. Il y abandonne le complexe X et introduit un complexe M réunissant les classes K, L et M.

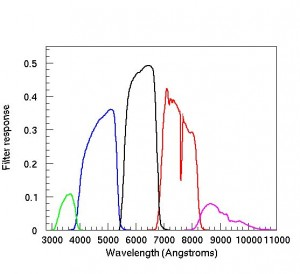
Filtres 5 bandes ugriz du programme Sloan Digital Sky Survey (SDSS).

Les mesures spectroscopiques nécessaires pour classer les astéroïdes sont couteuses en temps d'observation. Elles ne sont de fait disponibles que pour quelques milliers d'astéroïdes (soit moins de 1 % des astéroïdes connus). A contrario, les mesures photométriques multibandes sont beaucoup plus faciles, peuvent concerner des objets moins lumineux (plus petits, plus éloignés), et se multiplient à travers les grands relevés astronomiques tels que SDSS, Gaia ou LSST. Des astronomes explorent donc des méthodes (critères statistiquement discriminants, reconnaissance par apprentissage profond...) permettant d'estimer le type d'un astéroïde à partir de simples données multibandes. L'enjeu est d'obtenir une réelle cartographie du Système solaire, même approximative et provisoire. Les méthodes utilisées reposent généralement sur une version simplifiée de la taxonomie de Bus-DeMeo, réduite à une dizaine de classes, et visent une classification conforme dans environ 90 % des cas.
Depuis les années 2000, l'exploration par des sondes spatiales, en donnant accès à des informations plus directes sur la composition chimique et minéralogique des astéroïdes grâce à des mesures par spectrométrie X ou gamma, permet par ailleurs d'enrichir la compréhension théorique des différents types spectraux. Les premiers retours d'échantillons par les sondes Hayabusa 2 en 2020 (astéroïde (162173) Ryugu de type C) et OSIRIS-REx en 2023 (astéroïde (101955) Bénou de type B) vont encore plus loin en ce sens grâce aux nombreuses études possibles en laboratoires.